# Алагузлы
Алагузлы (баш. Алағузлы) — река (ручей) в Ишимбайском районе Башкортостана, правый приток Малого Шишеняка. Длина водотока 15 км.
Начинается в хребте Липовые горы. Вдоль русла реки идёт дорога местного значения к летнику в срединном течении из деревни Кудашево. У места впадения притоки Аютапкан находится летник и урочище Бульте. Впадает вблизи урочища Малый Шишеняк.

## Притоки
Все притоки впадают справа: два безымянных, в начале реки, крупнейшие — Осила и Аютапкан. Многие притоки начинаются у хребта Арка-Юрт.

## Ландшафт
Берёзово-осиновые леса с примесью липы на серных лесных почвах.

## Название
Название восходит от баш. ала — пёстрая и древнетюркского үгүуз — река, с аффиксом -лы.

## Данные водного реестра
По данным государственного водного реестра России относится к Камскому бассейновому округу, водохозяйственный участок реки — Белая от города Стерлитамак до водомерного поста у села Охлебино, без реки Сим, речной подбассейн реки — Белая. Речной бассейн реки — Кама.
Код объекта в государственном водном реестре — 10010200712211100018767.